# Charlotte Despard
Charlotte Despard (Ripple, 15 giugno 1844 – Dublino, 10 novembre 1939) è stata una romanziera britannica, nonché leader del movimento di emancipazione femminile delle suffragette, poi stabilitasi in Irlanda e divenuta attivista del partito Sinn Féin.

## Biografia
Nacque nel Kent e suo fratello John French, 1st Earl of Ypres divenne Lord Lieutenant of Ireland. Ella si rammaricò per i suoi studi ritenuti inadeguati anche se frequentò una buona scuola a Londra. Sposò l'uomo d'affari Maximillian Carden Despard, ma rimase vedova quando egli morì nel 1890. Essi non ebbero figli. Fra i suoi romanzi si ricorda Chaste as Ice, Pure as Snow.
La Despard rimase sconvolta dal livello di povertà della gente a Londra dove abitava da bambina. Dopo la morte del marito, dedicò la sua vita ed i suoi averi aiutando i poveri di Battersea. Visse nel retro di un punto di soccorso per poveri da lei creato e si convertì al cattolicesimo.
Entrò in politica per difendere la povera gente e fece parte della Social Democratic Federation e dell'Independent Labour Party. Nel 1906 si iscrisse alla National Union of Women's Suffrage Societies e venne imprigionata due volte presso la HM Prison Holloway. Frustrata per il mancato successo dell'organizzazione, si iscrisse al più radicale Women's Social and Political Union.
Fu una delle donne che fondarono la Women's Freedom League dopo la disgregazione della Women's Social and Political Union. Assieme a Alice Abadam, Teresa Billington-Greig ed Edith How-Martyn venne identificata come fautrice del movimento della resistenza passiva che la portò a partecipare alla manifestazione delle donne incatenate davanti ai cancelli del Palazzo di Westminster oltre che alla campagna No taxation without representation.
Trasferitasi in Irlanda, passò un certo periodo nella contea di Roscommon, dove era nato suo padre, e qui fondò la Irish Women's Franchise League esortando i suoi membri a boicottare il censimento del 1911 ed a trattenere le tasse. Offrì appoggio finanziario ai lavoratori che avevano sollevato dei moti a Dublino.
Nel 1906 entrò a far parte dell'Ordine massonico misto internazionale Le Droit Humain.
Nel 1909 incontrò Gandhi e fu interessata dalla sua teoria della resistenza passiva. Come il Mahatma, la Despard – influenzata anche dalla lettura di Shelley – fu vegetariana per motivi etici e dietetici. Il 19 agosto dello stesso anno fu arrestata insieme a Anne Cobden-Sanderson per un picchetto organizzato al n.10 di Downing Street, ovvero la residenza istituzionale del Primo ministro che al tempo era Herbert Henry Asquith per chiedere i diritti politici delle donne. Vi si presentarono come rappresentati sia dell'ordine massonico Le Droit Humain che della Lega per la libertà della donna in azione coordinata. 
Si stabilì a Dublino alla fine della prima guerra mondiale ed entrò in aperta polemica con il fratello, Rappresentante della Corona Inglese in Irlanda.
Durante la guerra d'indipendenza irlandese, insieme a Maud Gonne, fondò la  Women's Prisoners' Defence League per supportare i prigionieri repubblicani.
Morì a Dublino e lì fu sepolta nel settore repubblicano del Glasnevin Cemetery.